# Crocodil (locomotivă)
Crocodil (germană Krokodil) este un model de locomotivă electrică, construit în Elveția între anii 1919-1927, care constă din punct de vedere tehnic dintr-o cutie de viteze, un motor electric cu ambreiaj, un transformator și cabina mecanicului de locomotivă. Au fost construite tipurile SBB Ce 6/8 II și SBB. Tipul SBB era construit pentru trenuri grele de marfă care trebuiau să urce pante ca cele de la calea ferată Gotthard, la care erau adaptate din punct de tehnic și vagoanele pentru a putea efectua viraje scurte. O astfel de locomotivă este expusă azi în Erstfeld, Elveția ca obiect de muzeu. 
Locomotive asemănătoare au fost construite între anii 1923-1927  și în Austria, sub numele ÖBB 1089/1189. Acest model a fost cunoscut sub numele de Crocodilul austriac.

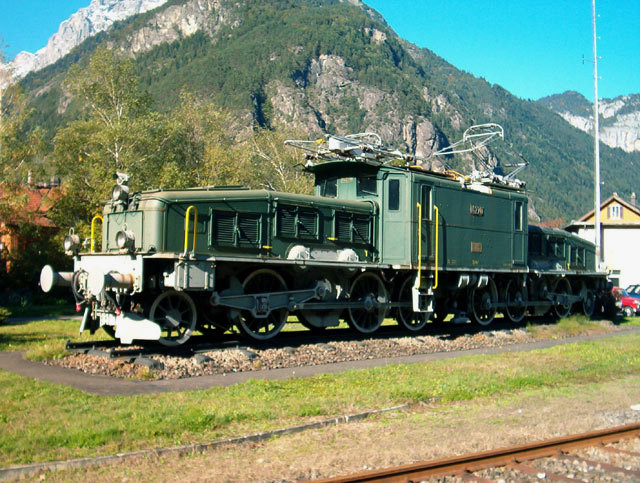
Locomotiva SBB Ce 6/8 III
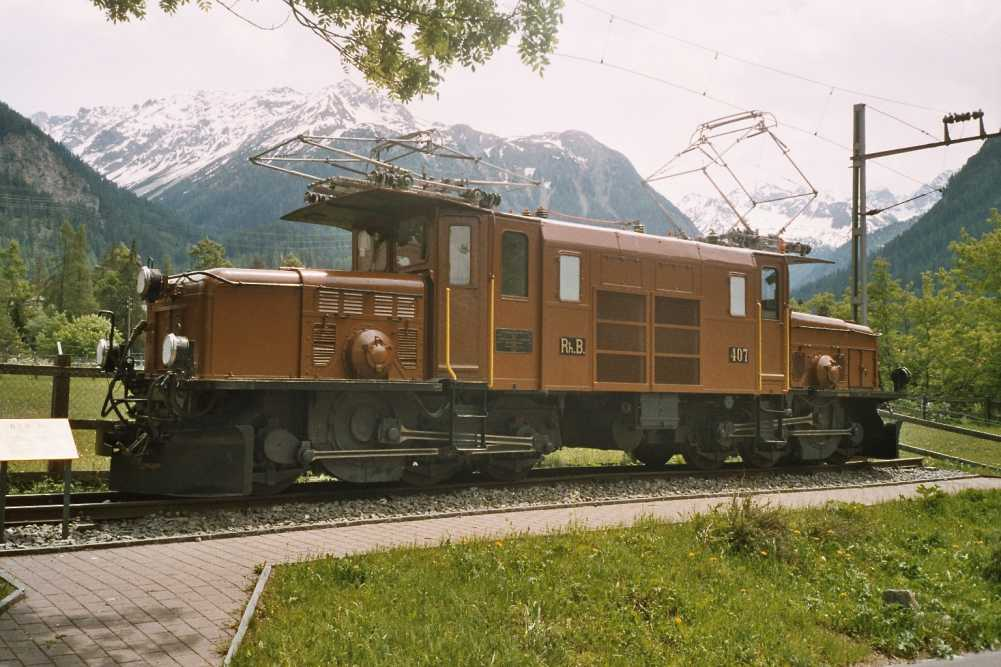
Locomotiva RhB Ge 6/6 I
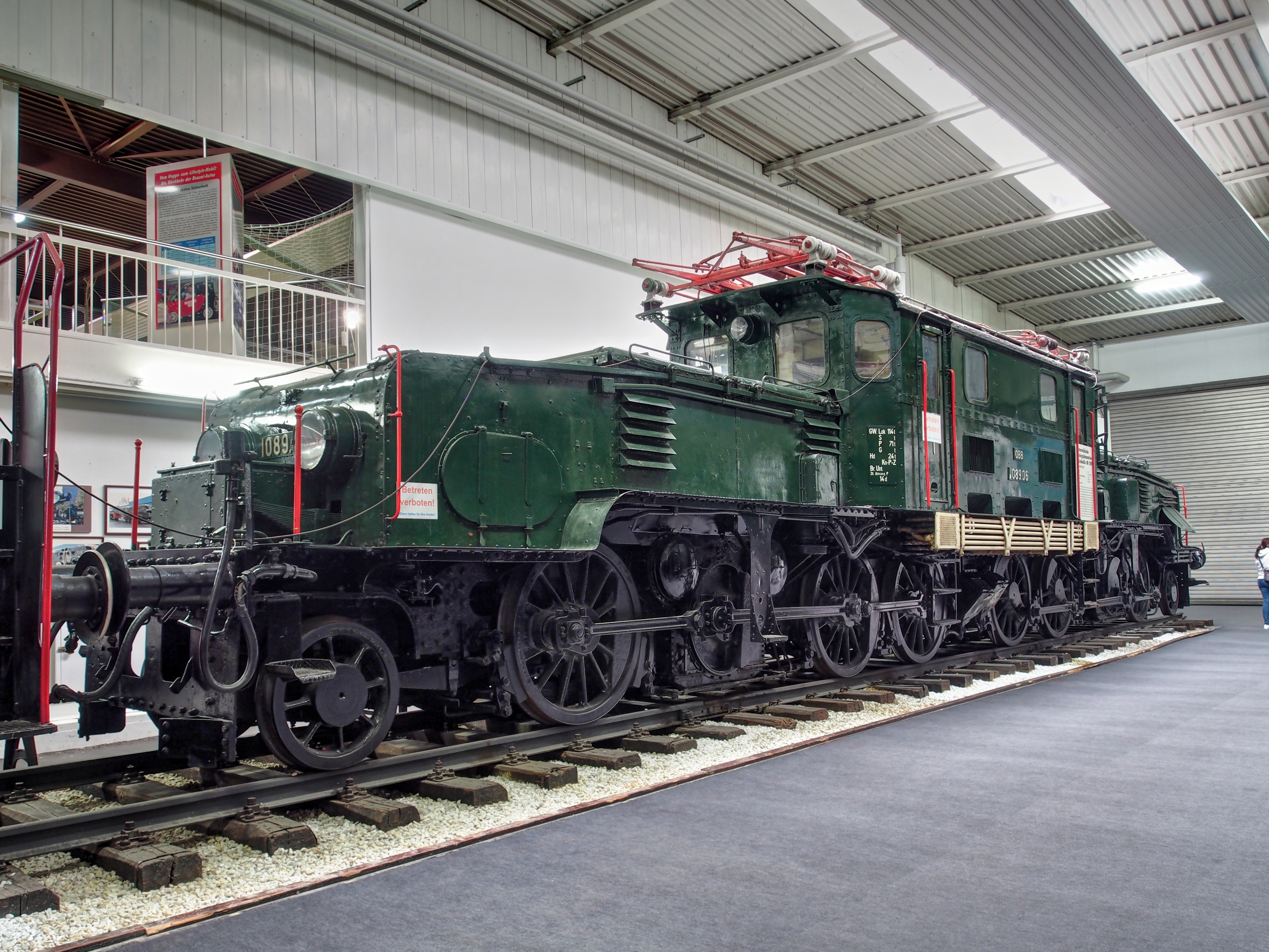
Locomotiva ÖBB 1089